# Dissociatieve fugue
Dissociatieve fugue (ook wel dissociatieve vlucht) is een psychische aandoening. In het DSM-IV is deze stoornis ingedeeld bij de dissociatieve stoornissen. De aandoening werd vroeger psychogene fugue genoemd.
Kenmerkend voor de aandoening is dat de persoon problemen met de identiteit ondervindt en probeert weg te lopen (geestelijk of fysiek) voor een dreiging. Een patiënt kan op de vlucht slaan, soms naar een heel andere regio, of een andere identiteit aannemen. Vaak is een verbaasde gelaatsuitdrukking een symptoom. Het vluchtgedrag wordt meestal veroorzaakt door een trauma of stress. De aandoening kan ontstaan als de patiënt wordt geconfronteerd met woede van anderen, bedreigingen van zijn eigenwaarde en bedreigingen van zijn normale impulsbeheersing. Net als bij dissociatieve amnesie treedt geheugenverlies op. Bij dissociatieve fugue is de patiënt zich er echter niet van bewust dat hij gaten in het geheugen heeft.